# Buschberg (Neder-Oostenrijk)
De Buschberg is met een hoogte van 492 meter de hoogste top van het Weinviertel in Neder-Oostenrijk. De berg ligt in het Natuurpark Leiser Berge. 

## Buschberghütte
Nabij de top van de Buschberg werd in 1935 een houten berghut gebouwd, die wordt uitgebaat door de Alpenverein Mistelbach. De hut ligt op een hoogte van 480 meter en is daarmee de laagst gelegen officiële berghut van de Oostenrijkse Alpenverein.